# Junkers Ju 188
O Junkers Ju 188 foi um bombardeiro médio bimotor alemão, utilizado pela Luftwaffe durante a Segunda Guerra Mundial.

## Variações
- Ju 188A: versão inicial, equipada com motores Junkers Jumo 213A-1 de 1.750 HP. Foi a segunda versão a sair das fábricas, depois do "E-1", devido a atrasos nas entregas dos motores Jumo 213
- Ju 188C: esta denominação também deveria ter sido ignorada; no entanto, foi usado para indicar um protótipo, Ju 188C-0, equipado com uma torre de cauda controlada eletricamente a partir do cockpit, armada com duas metralhadoras MG 131 de 13 mm, com mira através de dois periscópios (um superior e outro inferior)
- Ju 188D: versão de reconhecimento, tendo as mesmas características da aeronave da versão "A", da qual se diferenciava por ser sem armamento ofensivo e canhão frontal, mas equipada com tanques de combustível adicionais para aumentar sua autonomia operacional
- Ju 188E: projetado em conjunto com a variante "A", da qual tinha as mesmas características, mas equipada com motores BMW 801 de 1.700 cv. Foi a primeira versão da série a ser produzida.
- Ju 188F: versione da ricognizione, corrispondente alla versione "E", dotata di propulsori BMW 801
- Ju 188G: versione da bombardamento, progettata con nuovo disegno della fusoliera al fine di incrementare la dimensione del vano bombe; in coda era inizialmente prevista l'installazione di una torretta azionata manualmente, ma le dimensioni non furono considerate sufficienti dal Reichsluftfahrtministerium che diede indicazioni per l'installazione della torretta comandata a distanza prevista per la versione "C"
- Ju 188H: versione da ricognizione analoga alla "G" che, come la precedente, non vide la luce

Os Junkers Ju 188J, K e L variantes de alta altitude foram posteriormente redesignados Ju 388.